# Chancay (culture)

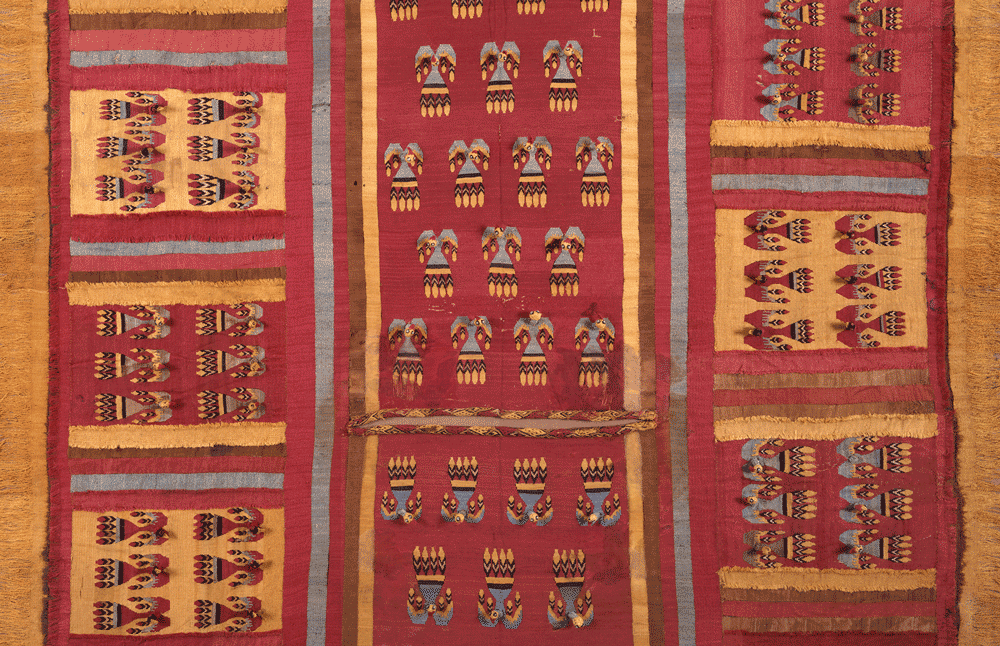
Tunique chancay

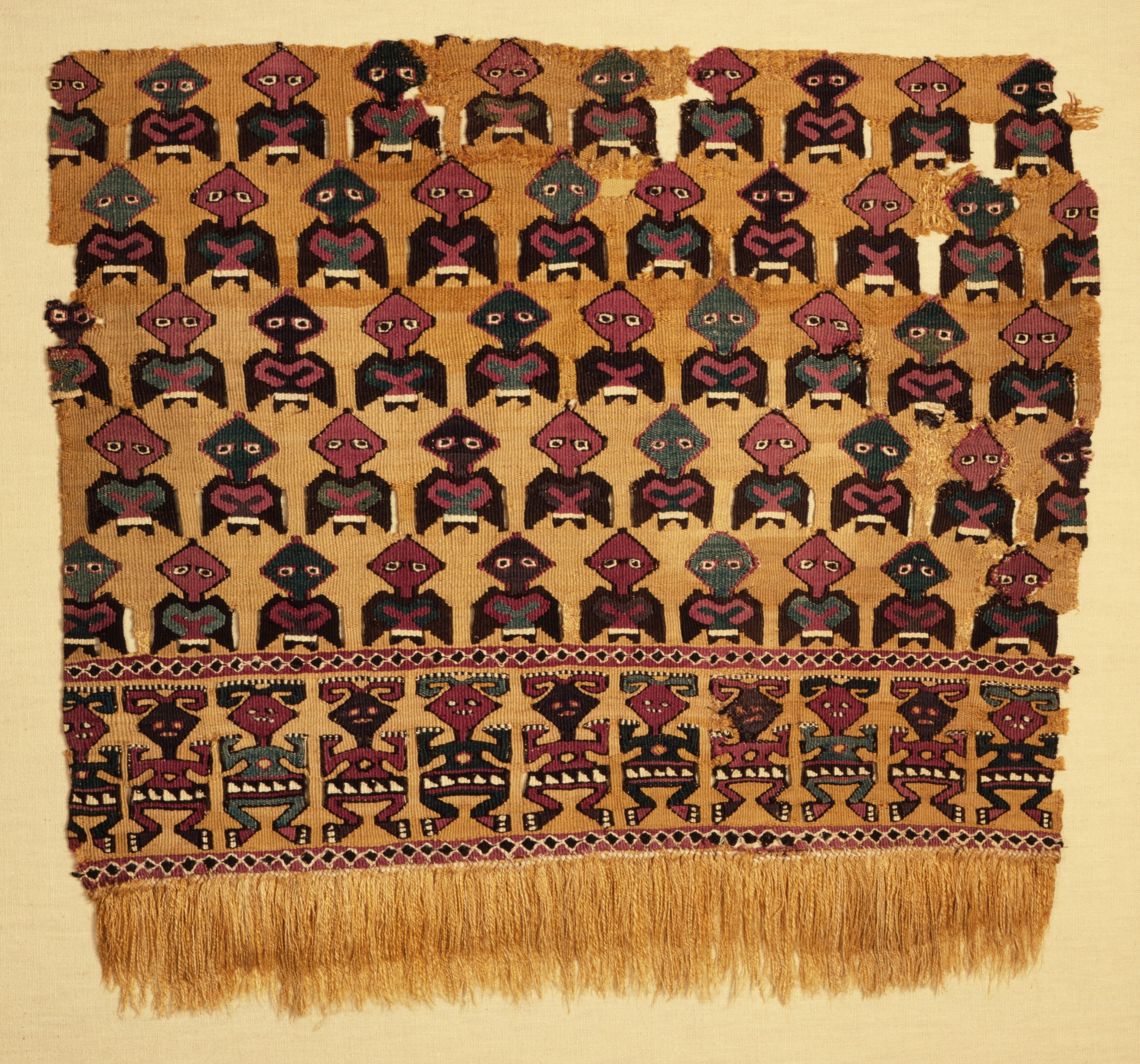
Fragment de tissu chancay

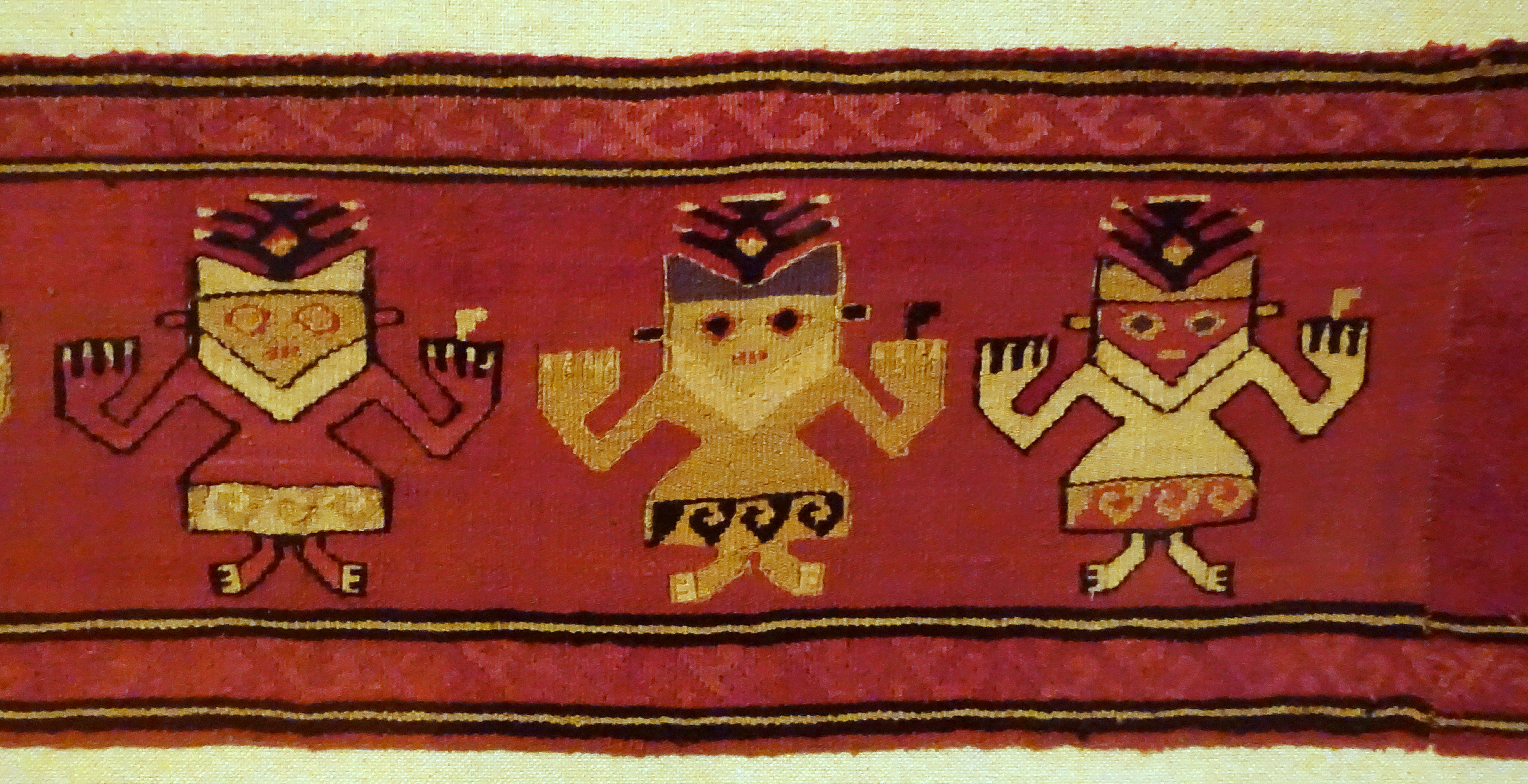
Fragment de bordure de manteau chancay

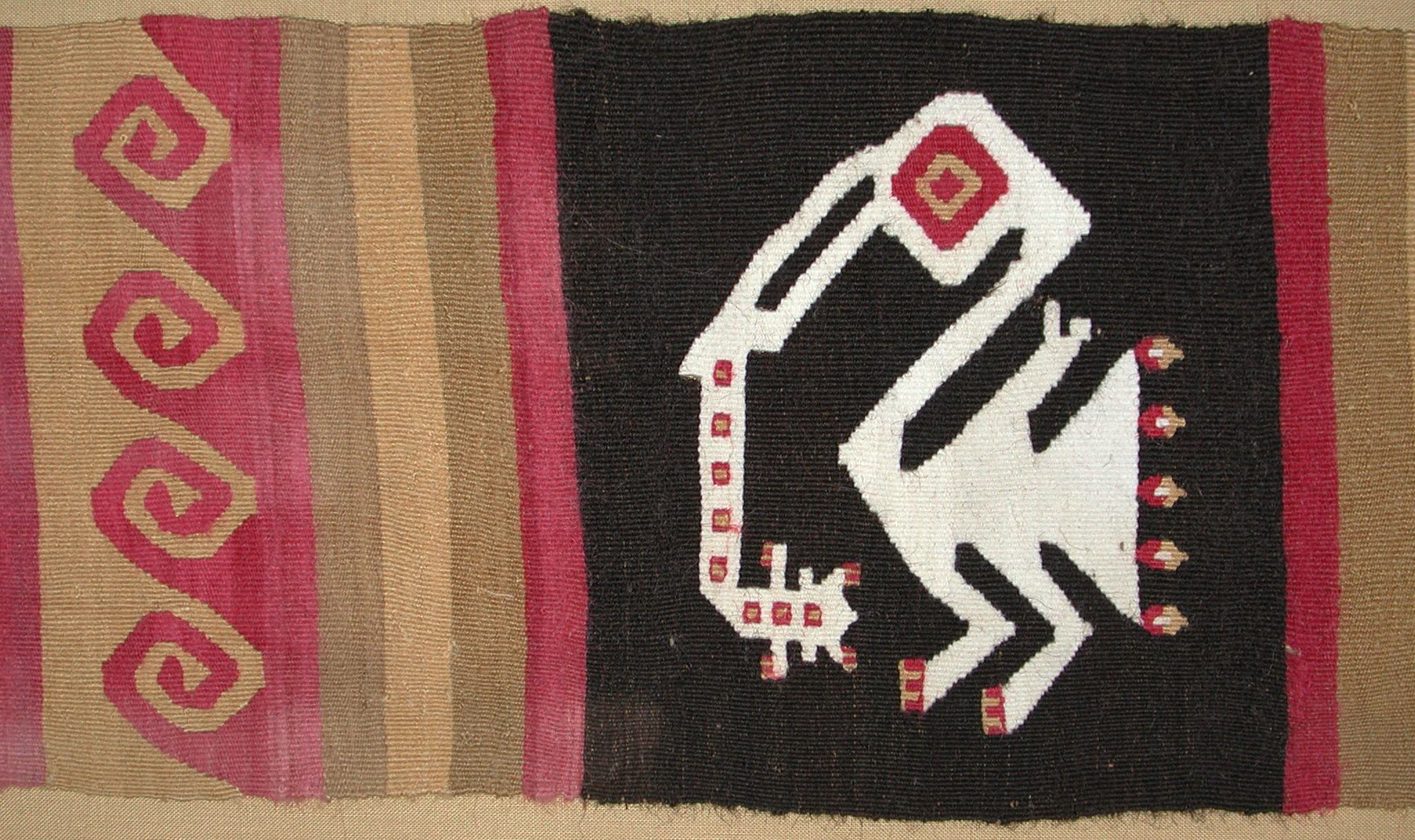
Motif d'oiseau tissé

La civilisation Chancay s'est développée entre les vallées de Chancay, Chillon, Rímac et Lurin, sur la côte centrale du Pérou entre 1200 et 1470 de notre ère. Son centre était situé à 80 kilomètres au nord de Lima. Le territoire occupait le désert littoral entrecoupé de rivières qui arrosent des vallées fertiles qui a permis un bon développement agricole.

## Art et artisanat

### Céramique

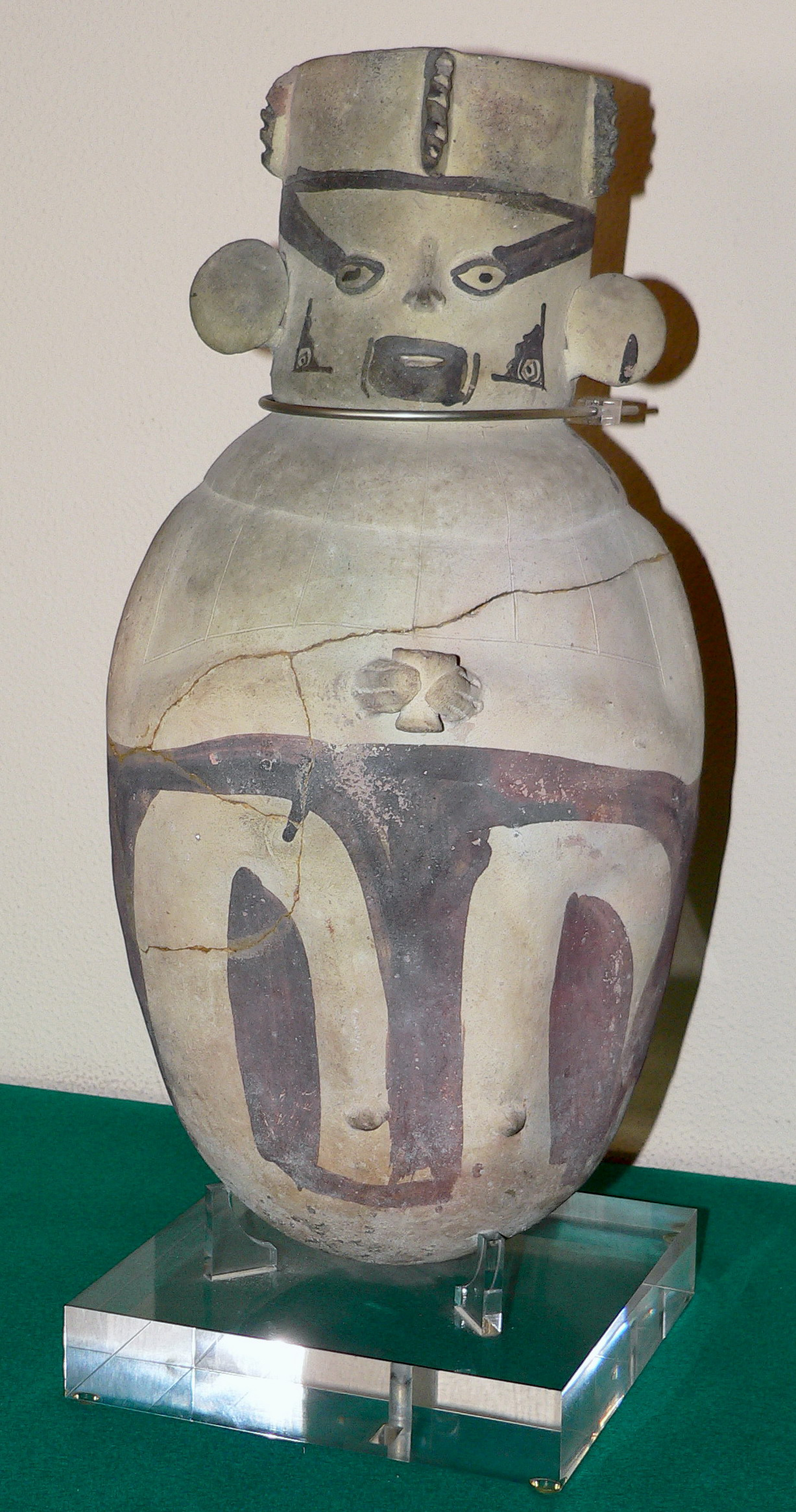
Céramique anthropomorphe (entre 1200 et 1470 ap. J.-C.), Pérou.

La culture Chancay est connue pour les figurines de céramique, les urnes funéraires et les Cuchimilcos, retrouvées en grandes quantités dans certaines sépultures de grandes nécropoles telle celle d'Ancón. Ces nécropoles ont été pillées.
Les cuchimilcos sont des figurines en argile anthropomorphes, stylisées et de tailles variables.
Ces céramiques sont le plus souvent de facture relativement grossière (modelé irrégulier, coulées de peintures...) laissant à penser qu'elles ont pu être réalisée dans l'urgence (au moment de la mort du défunt ?).

### Textile

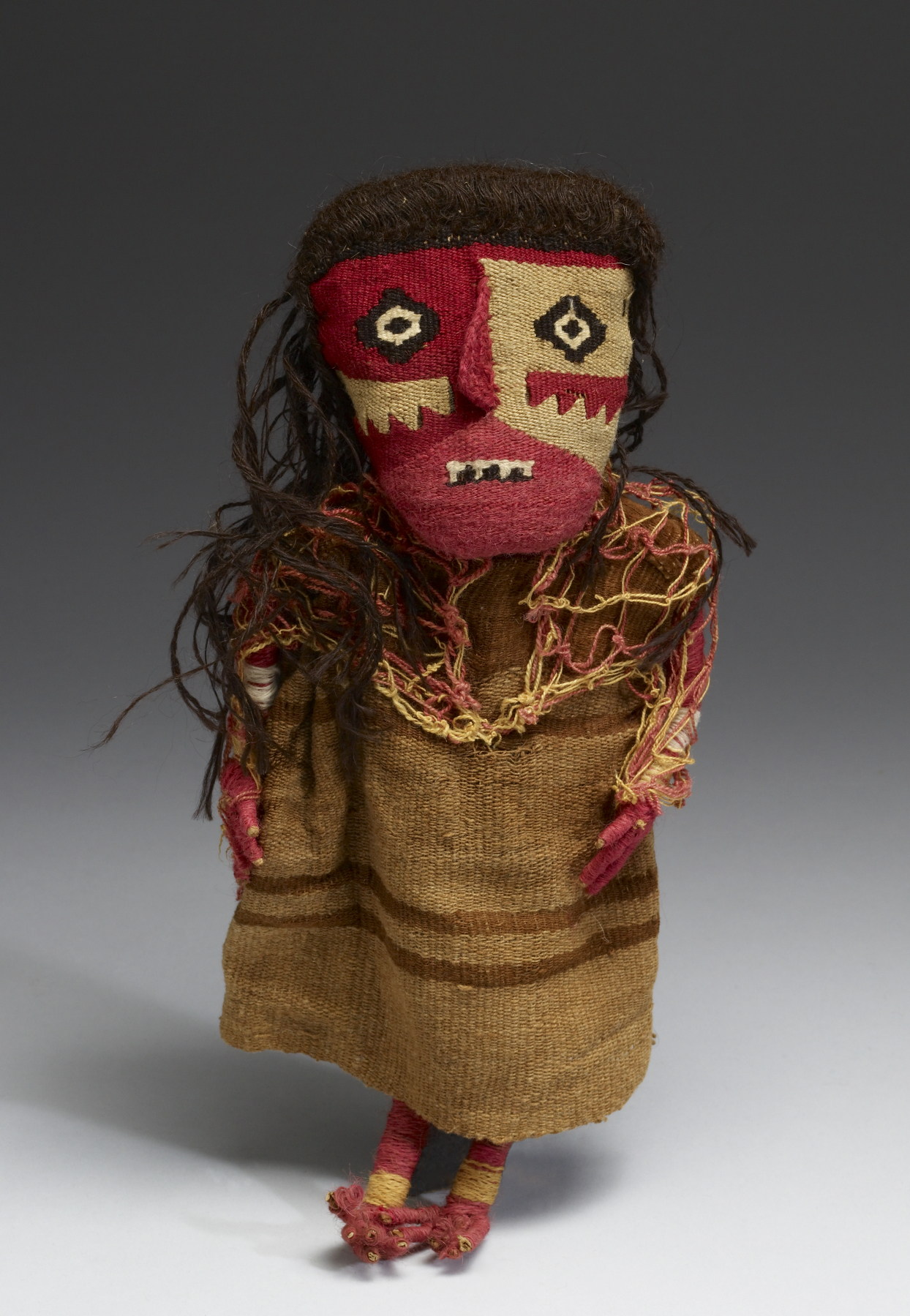
Poupée textile (entre 1000 et 1450 ap. J.-C.), Walters Art Museum.

Cette culture se distingue également par un art textile très riche hérité de la culture de Paracas qui se retrouve dans les étoffes dans lesquelles étaient enroulés les défunts et dans divers objets funéraires comme les poupées Chancay. Ces poupées étaient des figurines réalisées en tissu qui étaient disposées autour des momies. Certaines semblent évoquer des épisodes de la vie du défunt ou des personnages qui lui étaient chers.
Cette culture s'est propagée dans quatre vallées côtières : Chillón, Huaura, Rímac et Chancay.